# 狩野親光
狩野 親光（かのう/かの ちかみつ、生年不詳 - 文治5年8月9日（1189年9月20日））は、平安時代後期から鎌倉時代の武士。工藤茂光の子。工藤親光とも。通称は五郎。

## 人物
治承4年（1180年）、父茂光とともに石橋山の戦いに参陣。茂光はこの戦いで敗れ、息子である親光に介錯を頼んだが、親光は渋り、田代信綱が介錯を行った。親光は信綱から首を受け取り山へ逃げ込んだ。文治5年（1189年）、藤原国衡を攻めた際、厚樫山にて討死した（阿津賀志山の戦い）。